# Jan Hladonik
Jan Hladonik (* 18. srpna 1999) je český hokejový útočník, hrající za tým HC Vítkovice Ridera.

## Hráčská kariéra
- 2016/2017 HC Frýdek-Místek (1. liga), HC Oceláři Třinec (E)
- 2017/1018 Blainville-Boisbriand Armada (QMJHL)
- 2018/2019 HC Oceláři Třinec ELH, HC Frýdek-Místek (1. liga)
- 2019/2020 HC Oceláři Třinec ELH HC Frýdek-Místek (1. liga)
- 2020/2021 HC Energie Karlovy Vary
- 2021/2022 HC Energie Karlovy Vary
- 2022/2023 HC Energie Karlovy Vary
- 2023/2024 HC Energie Karlovy Vary
- 2024/2025 HC Vítkovice Ridera